# Felix A. Toupin
Felix A. Toupin (* 31. August 1886 in Lincoln, Rhode Island; † 7. Oktober 1965 in Woonsocket, Rhode Island) war ein US-amerikanischer Politiker. Zwischen 1923 und 1925 war er Vizegouverneur des Bundesstaates Rhode Island.

## Werdegang
Felix Toupin war der Sohn französisch-kanadischer Einwanderer. Er besuchte die La Salle Academy in Providence und das Séminaire de Joliette in Québec. Nach einem anschließenden Jurastudium an der Boston University und seiner 1913 erfolgten Zulassung als Rechtsanwalt begann er in diesem Beruf zu arbeiten. Während des Ersten Weltkrieges war er Soldat der amerikanischen Expeditionsstreitkräfte. Danach war er in Manville und Woonsocket als Anwalt tätig. Außerdem erwarb er einen beträchtlichen Grundbesitz im nördlichen Rhode Island und im benachbarten Massachusetts.
Politisch schloss sich Toupin der Demokratischen Partei an. 1921 wurde er in das Repräsentantenhaus von Rhode Island gewählt. Im Jahr 1922 wurde er an der Seite von William S. Flynn zum Vizegouverneur seines Staates gewählt. Dieses Amt bekleidete er zwischen 1923 und 1925. Dabei war er Stellvertreter des Gouverneurs und Vorsitzender des Staatssenats. Im Juni 1924 kam es dort zu politischen Tumulten mit gewalttätigen Übergriffen.
Seit 1930 lebte Toupin permanent in Woonsocket. Zwischen 1930 und 1936 sowie nochmals von 1939 bis 1940 amtierte er dort als Bürgermeister. Auch hier kam es zwischenzeitlich zu politischen Kontroversen und Übergriffen. Danach ist er politisch nicht mehr in Erscheinung getreten. Felix Toupin starb im Oktober 1965 in Woonsocket.